# Rozbîșivka, Hadeaci
Rozbîșivka (în ucraineană Розбишівка) este localitatea de reședință a comunei Rozbîșivka din raionul Hadeaci, regiunea Poltava, Ucraina.

## Demografie
Componența lingvistică a localității Rozbîșivka
     Ucraineană (97,86%)
     Rusă (2%)
     Alte limbi (0,14%)
Conform recensământului din 2001, majoritatea populației localității Rozbîșivka era vorbitoare de ucraineană (97,86%), existând în minoritate și vorbitori de rusă (2%).